# Lhotecký dvůr
Lhotecký dvůr je zaniklá hospodářská usedlost v Praze 4, která se původně nacházela v katastru obce Lhotka; pozemek byl později převeden do katastru Kamýk. Usedlost byla od 3. 5. 1958 do 1. 1. 1975 chráněna jako nemovitá kulturní památka.

## Historie
Hospodářský dvůr vlastnila Vyšehradská kapitula. Dvůr měl jednopatrovou obytnou budovu s arkýřem, sýpku a vjezdovou bránu z 1. poloviny 18. století. Byl několikrát přestavován; po jeho zboření roku 1981 zůstala pouze kaplička sv. Petra a Pavla.